# زنبورخوار سبز عربی
زنبور خوار سبز عربی (نام علمی: Merops cyanophrys)، گونه‌ای از پرندگان از خانواده زنبورخواران است که در سراسر مناطق خشک شبه‌جزیره عربستان از جنوب عربستان تا یمن و از شرق تا عمان و امارات متحده عربی یافت می‌شود و در چند دهه گذشته دامنه خود را از شمال تا شام گسترش داده‌است.
تصور می‌شود که دو زیرگونه وجود دارد:
- M. c. cyanophrys - غرب و جنوب شبه جزیره عربستان و جنوب اسرائیل
- M. c. muscatensis - مرکز و شرق شبه‌جزیره عربستان